# Feste Kronprinz
Die Feste Kronprinz (französisch Groupe Fortifié de Driant) ist eine nach 1899 erbaute Befestigungsanlage in der Nähe des damals zum Deutschen Reich gehörenden Metz in Lothringen, heute Département Moselle, im Nordosten Frankreichs.

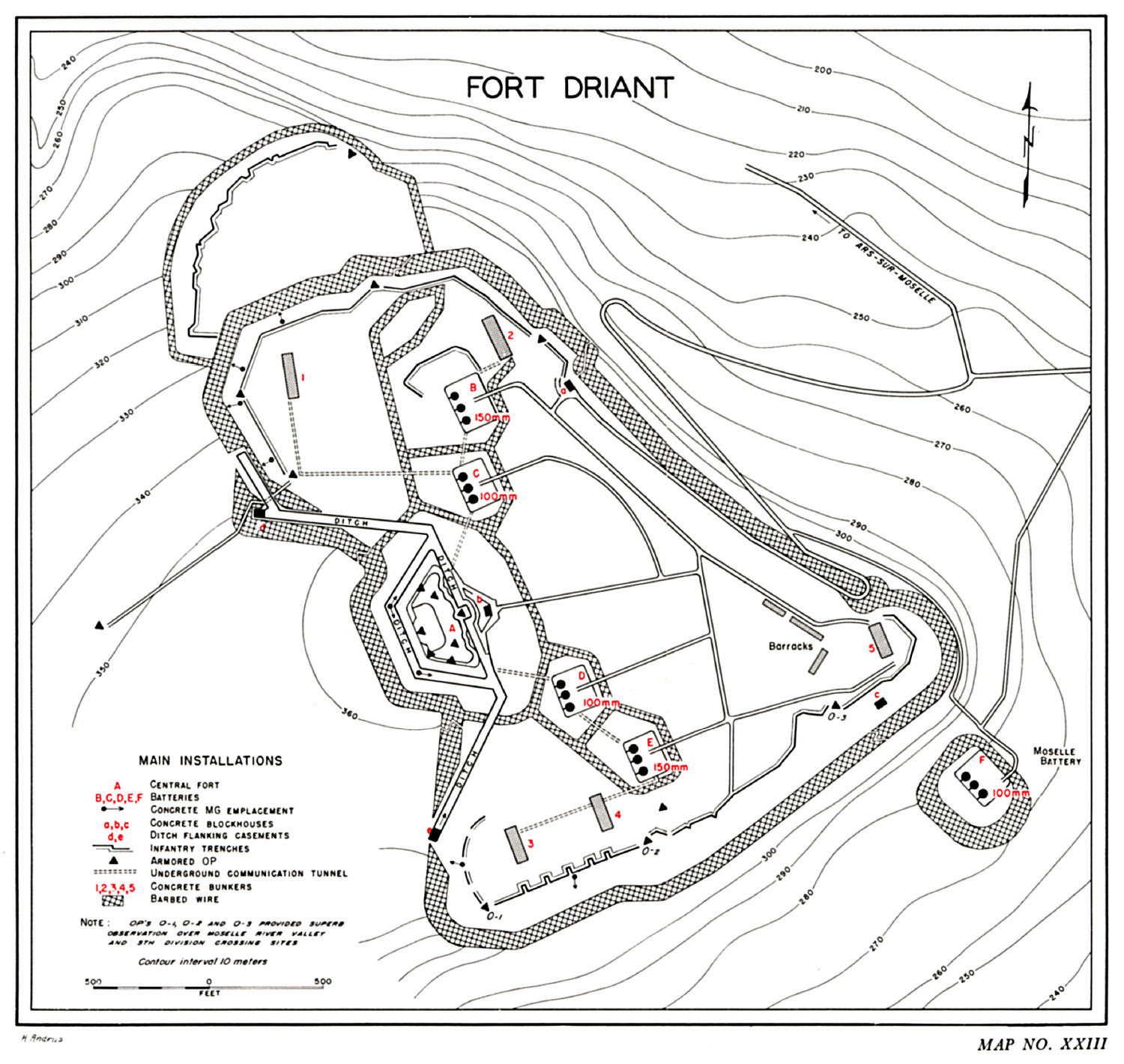
Plan der Anlage

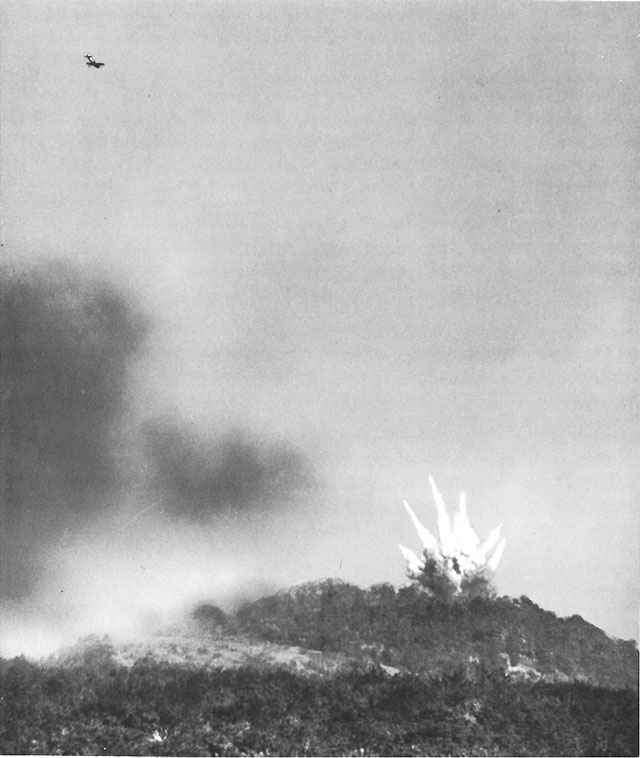
Bombardierung der Feste Kronprinz 1944

## Aufgabe
Als Bestandteil der Großfestung Metz gehörte die Anlage zu der für die Durchführung des Schlieffen-Plans wichtigen Moselstellung. Die Feste Kronprinz selbst sperrte zusammen mit der 6 km östlich gelegenen Feste Haesler den Moselverlauf in Richtung Nancy, sicherte das tiefe Tal des Mance-Bachs und stellte den südlichsten Flankenschutz des äußeren Befestigungsrings am linken Moselufer dar.

## Planung und Errichtung
Eine „Allerhöchste Kabinetts Ordre“ vom 13. Mai 1897 bestimmte die Höhe 364 im Wald von Gorgimont für den Ausbau einer starken Befestigung. Es handelt sich dabei um ein Hochplateau im Südwesten von Metz, das nördlich und östlich von steilen Abhängen zum Mance bzw. zur Mosel begrenzt wird. Am 4. April 1899 erhielt ein Entwurf letztlich die Genehmigung Kaiser Wilhelms II. Der Baubeginn fand am 24. April statt. Die Arbeiten konnten im Frühjahr 1905 abgeschlossen werden. Die Kosten für die etwa 48 ha große Anlage wurden später von französischer Seite auf etwa 17 Millionen FF geschätzt.

## Aufbau der Anlage
Als Feste stellt Kronprinz einen ganz speziellen in Deutschland entwickelten Festungstyp dar. Kernstück der Anlage ist die etwa 150 m lange zweigeschossige Haupt- oder Kriegskaserne. Darin waren neben den Mannschaftsunterkünften auch die Kommandozentrale, eine Kraftstation zur Erzeugung der elektrischen Energie, eine Küche, Bäckerei, Zisternen sowie eine Krankenstation untergebracht. Davor befindet sich ein etwa 700 m langer, durch vier Streichen gedeckter Graben. Fünf weitere betonierte Infanterieräume sind im Gelände verteilt. In etwa auf der Mittelachse der Gesamtanlage sind völlig symmetrisch vier Panzerbatterien angeordnet. Je zwei Batterien sind mit drei 15-cm-Haubitzen und drei 10-cm-Kanonen ausgestattet. Die Reichweite der Waffen betrug 7.200 bzw. 10.800 m. Um das Moseltal mit der Eisenbahnverbindung nach Nancy besser mit Flachfeuer kontrollieren zu können, wurde etwa 40 m unterhalb der Festen die Moselbatterie mit nochmals zwei 10-cm-Kanonen unter Panzerschutz errichtet. Alle Einzelwerke bis auf die Moselbatterie und den darüber liegenden Infanterieraum sind unterirdisch in einer Tiefe von 8 bis 11 m miteinander verbunden. Die Länge des Gangsystems beträgt etwa 870 m. Die gesamte Anlage umgab ein etwa 30 m breites Drahthindernis mit abschließendem 3 m hohen Gitterzaun.

## Besatzung und Kriegseinsatz
Die Feste war ursprünglich für eine Kriegsbesatzung von etwa 1800 Mann Infanterie und Fußartillerie vorgesehen. Als einzige der Metzer Festungen feuerte sie im Ersten Weltkrieg einige Granaten ab, als sich im November 1918 ein Voraustrupp US-amerikanischer Soldaten im Tal des Rupt de Mad aufhielt. Nur wenig später wurde die Anlage unbeschadet von der französischen Armee übernommen und nach dem bei Verdun gefallenen Schriftsteller Émile Auguste Cyprien Driant (1855–1916) umbenannt.
Auch während des Westfeldzuges 1940 kam es zu keinen Kampfhandlungen. Allerdings ließ die deutsche Wehrmacht im weiteren Verlauf des Zweiten Weltkriegs Geschütze und Panzerteile aus den Festungen von Metz ausbauen und an den Atlantikwall verbringen. Im Herbst 1944 stellte die Feste Kronprinz dann jedoch einen der Schwerpunkte der Kämpfe um Metz dar.
Drei Kompanien Fahnenjunker der Offizierschule Metz unter dem Kommando von Oberst Joachim von Siegroth waren in der Festung stationiert, als seit etwa einem Monat erfolglos Einheiten der 3. US-Armee unter dem Befehl von General Patton die Stadt einzunehmen versuchten. Als einzige funktionsfähige Artilleriewaffen standen nur die beiden Geschütze der Moselbatterie zur Verfügung. Damit konnte ein größerer Moselübergang amerikanischer Truppen bisher verhindert werden. Auch beherrschte die Werkbesatzung mit ihren Infanteriewaffen das Tal des Mance-Bachs. Man konzentrierte sich nun von amerikanischer Seite darauf, diese südlichste der Metzer Festungen am linken Moselufer auszuschalten. Am 27. September flog die USAAF mit Spreng- und Napalm-Bomben einen ersten Angriff auf die Feste. Anschließend versuchten zwei Kompanien des II. Bataillons des 11. US-Infanterie-Regiments, 5. Infanteriedivision, sich der Anlage zu nähern, kamen aber nicht über das umfangreiche Drahthindernis hinweg. Auch ein zweiter Infanterieangriff am 3. Oktober, der gleichzeitig an zwei Stellen unter dem Einsatz von schwerem Pioniergerät sowie der Unterstützung von Panzern durchgeführt worden war, blieb aufgrund des starken deutschen Abwehrfeuers erfolglos. Am 7. Oktober versuchten zwei Infanterie- und ein Pionierbataillon in das unterirdische Gangsystem einzudringen. Es scheiterten jedoch alle Bemühungen an der geschickten Anordnung der Schikanen und Stahlpanzertüren, welche die Zugänge sicherten. Selbst eine 25-kg-Sprengladung verursachte nur geringe Beschädigungen. Bis zu diesem Zeitpunkt hatten die Amerikaner bereits über 500 Mann alleine auf der Werksoberfläche verloren. General Patton befahl daher zwei Tage später, sich bei dem weiteren Vorgehen auf das unterirdische Gangsystem zu beschränken. Die Deutschen vertrieben den Gegner mit Gegensprengungen jedoch auch von dort. In der Nacht vom 12./13. Oktober gaben die Amerikaner schließlich auf. Die 3. US-Armee erlitt hier ihre erste Niederlage überhaupt. Praktisch die Hälfte der eingesetzten Kräfte gingen verloren. Alle Angriffe wurden infolge eingestellt und Metz musste weiträumig und vor allem zeitaufwendig umgangen werden. Anfang Oktober zog das OKH den gesamten Offiziers- und Unteroffiziersersatz aus Metz ab. Die Stadt wurde am 19. November 1944 vollständig von amerikanischen Truppen eingeschlossen. Eine Restbesatzung der Feste Kronprinz kapitulierte am 8. Dezember 1944.

## Die Festung heute
Die französische Armee nutzte die Feste nach dem Krieg zeitweise für Übungen. Die Anlage ist Teil eines Sperrgebiets, sie ist nicht öffentlich begehbar.